# Onuka
ONUKA (укр. «Онука», внучка) — украинская электро-фолк-группа, созданная в 2013 году. Соавторами проекта являются её вокалистка Наталия Жижченко и Евгений Филатов.

## О группе
Инициатор и лицо проекта Наталия Жижченко участвовала ранее в группах Tomato Jaws и KOOQLA. В группе ONUKA она и вокалистка, и автор музыки и текстов, и главный идеолог. На сцене она, кроме вокала, играет на сопилке (свирели), окарине, омникорде, небольших перкуссионных инструментах, а также управляет воспроизведением семплов.
Кроме Наты, в проекте участвуют ещё Мария Сорокина (ударные), Дарья Серт (клавиши), Евгений Йовенко (бандура). Во время масштабных живых выступлений к ним присоединяется ещё трио духовых ― тромбоны, валторна, трембита. Всего в расширенном составе группы 11 музыкантов.
Своим названием проект ONUKA отсылает к тому, что солистка группы — внучка Александра Никитича Шлёнчика, известного мастера фольклорных музыкальных инструментов.

## История
Первый сингл группы — песню «Look» — представили в октябре 2013 года. В конце декабря 2013 года вышел клип на эту композицию, режиссёром которого выступил лидер группы The Maneken Евгений Филатов. Сценический дебют группы состоялся 13 июня 2014 года, когда получасовая программа проекта была представлена на концерте группы The Maneken в киевском клубе Sentrum.

### 2014
В мае 2014 года был выпущен мини-альбом «LOOK»
Дебютный альбом ONUKA, вышел в 2014 году и находится в свободном доступе в сети, занял первое место в интернет-магазине iTunes, опередив группу Океан Ельзи. Дебютная пластинка содержит 10 треков, среди которых — уже знакомые слушателям 4 песни с мини-альбома «Look — When I Met You», «Misto», «Time» и «Look». Альбом наполнен традиционными украинскими звуковыми мотивами, исполняемыми на сопилках, бандурах и трембитах. Все это соединяется с электронной аранжировкой, созданием которой занимается Евгений Филатов (The Maneken) — саунд-продюсер группы. Он также принимал участие в работе над последним альбомом Джамалы. Предыдущий мини-альбом Onuka занял первое место в интернет-магазине iTunes. 17 октября 2014 года певица презентовала свой альбом на сольном концерте в киевском клубе Sentrum.
Сразу после этого на американском лейбле Most Addictive Records, который специализируется на жанрах Pop/Indie Dance/Garage, был выпущен украиноязычный сингл Zavtra.
В декабре 2014 года группа была отмечена победителем в двух номинациях рейтинга «Cultprostir»: как лучший дебют года и лучший дебютный альбом.
После успеха дебютного альбома «ONUKA», солистка группы Ната Жижченко рассказала, что при поисках информации про аналогичные группы или иные подобные названия, она нашла только название станции в японской префектуре Фукусима, рядом с аварийной Фукусимской АЭС. Ната предполагает, что именно из-за названия группы Япония стала второй страной после Украины по количеству продаж дебютного альбома.

## Участники
В различное время в проекте принимали участие следующие музыканты:
- Ната Жижченко (вокал, сопилка, перкуссия, дрим-драм, сэмплер, омникорд)
- Дарина Серт (клавишные, сэмплер, бэк-вокал)
- Мария Сорокина (ударные)
- Евгений Йовенко (бандура, бугай, сэмплер, телинка)
- Андрей Войчук (цимбалы, дрымба, варган)
- Сергей Кашин  (тромбон, трембита)
- Николай Блошкин (тромбон, трембита)
- Виталий Баклаженко (тромбон)
- Александр Лисун (тромбон)
- Тарас Довгопол (валторна, казацкая труба)
- Владислав Петренко (валторна)

### EP «VIDLIK» (2016)
| Композиция    | Длительность |
| ------------- | ------------ |
| Svitanok      | 4:45         |
| Vidlik        | 4:40         |
| Other (intro) | 2:07         |
| Other         | 5:40         |

В начале 2016 года был выпущен мини-альбом «VIDLIK», тематика которого связана с Чернобыльской катастрофой и её влиянием. Мини-альбом стал первым релизом нового одноимённого лейбла, основанного в январе 2016 года. Авторами музыки стали Ната Жижченко и Евгений Филатов. Тексты написала Ната Жижченко, а в композиции «Svitanok» использован фрагмент стихотворения киевского стрит-арт художника Ежи Конопье.
В композиции «19 86» были использованы записи переговоров диспетчеров пожарных частей в день аварии. Мини-альбом состоит из пяти композиций на украинском и английском языке.
Тема Чернобыля интересовала Нату с детства. Её отец был одним из ликвидаторов последствий аварии на АЭС. Дипломная работа Наты в институте была посвящена влиянию Чернобыльской катастрофы на культуру Полесья. В записи в блоге Ната отметила, что регулярные поездки в Зону отчуждения подпитывают её вдохновение.
Презентация альбома состоялась 9 апреля 2016 года в киевском клубе Sentrum.
В том же 2016 году композиция «Other» была исполнена ко Дню Конституции Украины вместе с Национальным оркестром народных инструментов.

### MOZAЇKA (2018)
Новый альбом продолжает и развивает идеи двух прежних релизов проекта. По словам Наты Жижченко, MOZAЇKA — это история про череду удивительных совпадений, стечений обстоятельств и символов.
По задумке, MOZAЇKA — это цельное полотно, собранное из сотен мелких деталей и фрагментов. Через весь альбом проходит два основных лейтмотива. Первый — личная история Наты. Её переживания, чувства, воспоминания. Посвящения любимому человеку и бабушке; верным друзьям и музыкальным кумирам детства.
Второй лейтмотив — реакция Наты на окружающие события и явления. Эпохальное воздвижение арки над четвёртым реактором Чернобыльской АЭС. Событие века, описанное ещё в документальной зарисовке Mainland. И здесь же, антивоенный манифест GUNS DON’T SHOOT: стреляет не оружие, стреляет человек.
Каждая песня альбома — цельное, концептуально завершенное послание. MOZAЇKA — не просто альбом. Это интерактивный проект, в котором музыка, видео, фото, послания образуют единое целое.
В сентябре 2018 года был презентован клип на трек STRUM из альбома MOZAЇKA созданный совместно с Аланом Бадоевым. Клип был  снят на мусорном полигоне в Подгорцах возле Киева; в нём затрагивается проблема загрязнения окружающей среды бытовым мусором. Презентация видео прошла на станции сортировки мусора, а средства от Youtube-монетизации планируется перечислить общественной организации «Україна без сміття».
Альбом был назван лучшим украинским альбомом года премии APrize 2019.

## Гастроли и фестивали
Группа выступала в большинстве городов Украины, десятке европейских стран, Китае, США, Канаде.
Принимала участие в следующих фестивалях:
| Украинские | Зарубежные |
| --- | --- |
| - Atlas Weekend (Киев, 2015-2017, 2019) - Ostrov (Киев, 2015) - Бандерштат (Луцк, 2015) - Respublica (Каменец-Подольский, 2015) - Захід (Львовская область, 2015-2017) - Файне місто (Тернополь, 2016) - Crazzzy Days (2015) - Поляна (Свалява, 2016) - Leopolis Jazz Fest (Львов, 2018) - UPark (Киев, 2018) - Ночи Луцкого замка (Луцк, 2018) - Джаз Коктебель (Черноморск, 2018) - Khortytsia Freedom (Запорожье, 2018) - Drive for Life (Коломыя, 2019) - FESTrepublic (Львов, 2019) - БеZVIZ Pre-party (2020) | - Sziget (Будапешт, 2015, 2018) - Mirum (Мир, 2016) - Tallinn Music Week (Таллинн, 2017) - Eurosonic Noorderslag (Гронинген, 2017) - Electric Castle (Бонцида, 2017) - Камяніца (Минск, 2017) - Pohoda (Тренчин, 2018) - WROSound (Вроцлав, 2019) |

### Официальные
- Официальный сайт

### СМИ
- ОНУКА — Guten Morgen (недоступная ссылка) — 26.12.2013 — Частина 1/Канал М1
- ОНУКА — Guten Morgen (недоступная ссылка) — 26.12.2013 — Частина 2/Канал М1
- ONUKA вийшла на лейблі США та зайняла перше місце в iTunes // inspired — Сергій Пішковцій/ 22 жовтня 2014.
- Музичний тиждень: дебютний альбом українки Onuka // Українська правда — 17 жовтня 2014/Сергій Кейн, comma.com.ua, спеціально для УП. Життя
- Новий LP української співачки з’явився на офіційному Soundcloud. // radio24.ua
- Onuka: «Усі намагаються жити швидше, а в підсумку одні тільки пробки» // comma.com.ua — Сергій Кейн/ 16 жовтня 2014
- ONUKA інтерв’ю: «Я роблю те, що відчуваю» // soulplay — (05.04.2014)
- ONUKA: «Молодь змінить український ринок музики» // inspired — Сергій Пішковцій/ 12 грудня 2014.

### Прочие
- ONUKA розповість про альбом в STEREOBAZA // stereobaza.com
- Большой Фісун — сезон 2 — епізод 7 // aristocrats.fm — Аудіозапис на аудіорадіо/ 13 жовтня 2014.
- The Maneken. Презентація проекту ONUKA // www.concert.ua
- ONUKA у Львові: як це було. Фотозвіт з першого львівського концерту // la-verte.org
- Ната Жижченко, лідер групи «ONUKA», на Громадське. Арт // Громадське телебачення — 10 грудня 2014
- Мидлина С. 5 любимых вещей: Ната Жижченко. bestin.ua (13 мая 2014).
- Ната Жижченко: интервью об Onuka и Минске. sputnik.by (06.12.2015).